# Čorny kot
Čorny kot ("gatto nero"; in bielorusso Чорны кот?, in russo Чёрный кот?) è stata una unità anti sovietica di nazionalisti bielorussi addestrata dai tedeschi durante la seconda guerra mondiale.
Come parte dello sforzo per combattere l'enorme movimento partigiano sovietico in Bielorussia durante la guerra, i nazisti crearono varie unità speciali di collaborazionisti locali che furono addestrati da Otto Skorzeny delle SS per infiltrarsi dietro le linee sovietiche. Čorny kot apparteneva alla SS-Jagdverband Ost.
Nel 1944 ben 30 bielorussi personalmente guidati da Michał Vituška, sono stati paracadutati dalla Luftwaffe dietro le linee dell'Armata Rossa, che aveva già eliminato le forze tedesche dalla Bielorussia durante l'operazione Bagration.
Hanno avuto qualche successo iniziale dovuto alla disorganizzazione dell'Armata Rossa nelle retrovie del fronte, e alcune altre unità di nazionalisti bielorussi addestrati dai tedeschi riuscirono a fuggire dall'accerchiamento attraversando la foresta di Białowieża nel 1945.
L'NKVD, però, riuscirà a ripulire l'intera area. Eppure, alcuni armati riuscirono a resistere all'esercito sovietico in Bielorussia fino alla metà degli anni 1950.
Vituška riuscirà a riparare in Occidente dopo la guerra, insieme a molti altri leader bielorussi.